# Häradsrätt

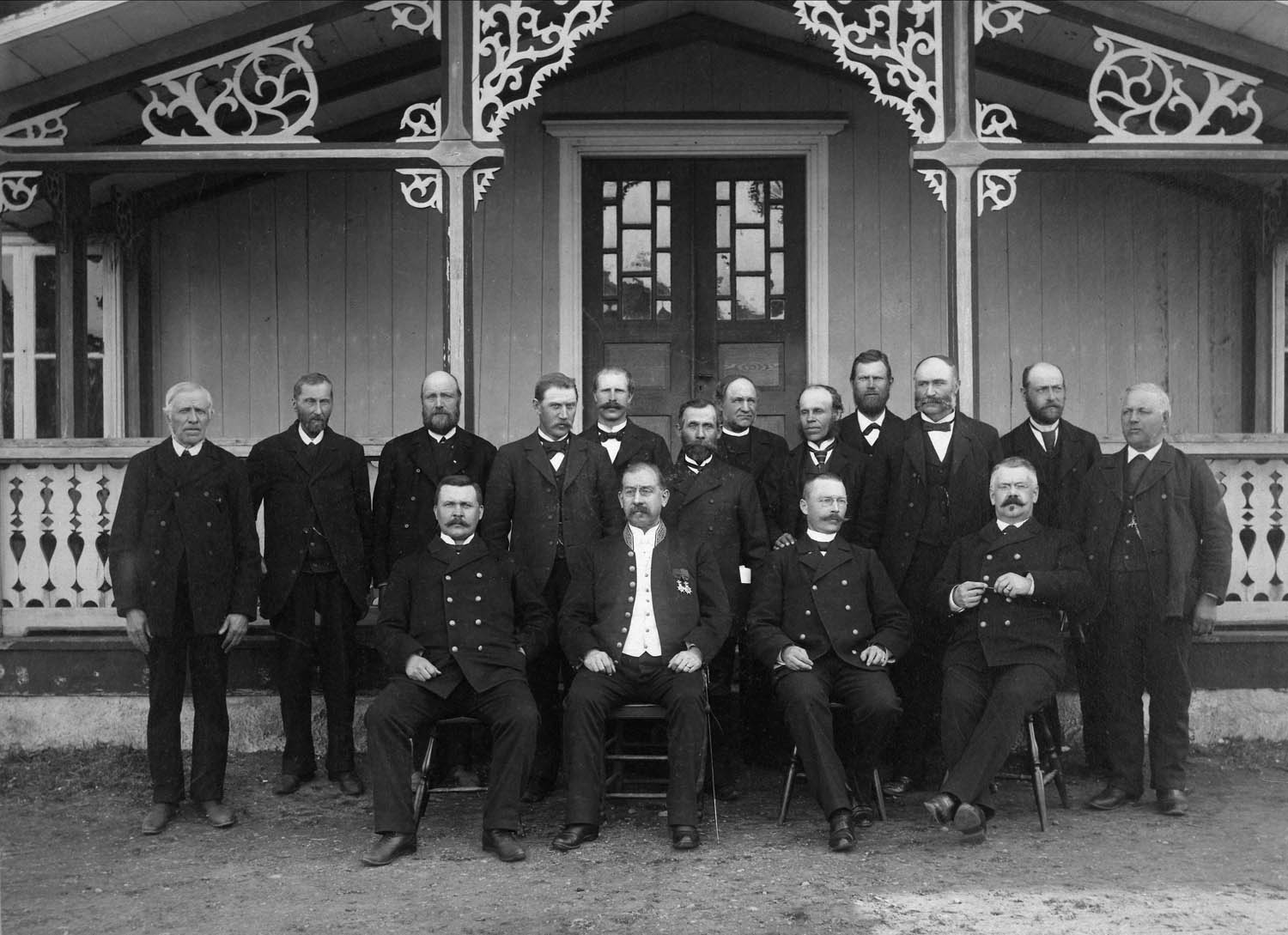
Domare, länsmän och nämndemän samlade utanför tingshuset för Västra härads domsaga. Komstad (i nuvarande Sävsjö kommun), Småland.

Häradsrätt kallades tidigare underrätten (första rättsinstansen) i allmänna mål på landsbygden i Sverige till och med 1971 och i Finland till 1993, då de i båda länderna ersattes av tingsrätter. 

## Allmänt
Det fanns en häradsrätt i varje tingslag. Rätten sammanträdde på tingsstället, som i regel bara fanns på en plats i varje tingslag. Varje domsaga bestod i sin tur av minst ett, och oftast flera, tingslag.
I Götaland och större delen Svealand baserades tingslagsindelningen på den urgamla indelningen i härader (på vissa håll kallade skeppslag eller bergslag). I Norrland och Dalarna (sånär som på Folkare härad) fanns däremot inga härader, utan tingslagen byggde direkt på sockenindelningen.
Varje härad utgjorde, med få undantag, ett tingslag. En del större härader var dock indelade i flera tingslag. Vadsbo härad i Västergötland var unikt i det avseendet att det inte bara var indelat i fyra tingslag, utan även i två domsagor..

## 1600-talet
Den domare som var chef för en häradsrätt hade titeln häradshövding och dömde tillsammans med den av 12 ledamöter sammansatta nämnden (häradsnämnden). Nämndemännen kallades ibland, anspelande på deras antal, tolvmän och var i regel framgångsrika storbönder bosatta i den aktuella domsagan. För att rätten skulle vara domför fordrades att minst sju av nämndemännen närvarade. Den främste av tolvmännen uppbar titeln häradsdomare och var nämndens talesman gentemot häradshövdingen. Häradsdomaren ansvarade också för en av de tre nycklar som tillsammans med häradshövdingens och kronofogdens motsvarigheter krävdes för att öppna häradskistan.
Införandet av hovrätter medförde att häradsrätterna på ett helt annat sätt än tidigare kom under central kontroll. Allvarligare brott, som kunde medföra dödsstraff, refererades regelmässigt till den högre instansen och häradsrättens domsböcker reviderades också av hovrätten med jämna intervaller.
Häradshövdingeämbetet medförde bötesinkomster och var attraktivt för adelsmän som inte alltid var villiga att alltför ofta besöka häradet. Istället upprätthölls ämbetet i praktiken ofta under 1600-talet av så kallade lagläsare (även lagförare) som var ett slags avlönade vikarier, som inte sällan genom det ofta förekommande bruket att läsa lag vid flera häradsrätter parallellt, förvärvade betydande juridiska erfarenheter.
Systemet med lagläsare fanns också på lagmansrätten där lagläsaren istället ersatte den ordinarie lagmannen.
Lagläsarsystemet medförde under 1600-talets gång att bondeståndet och lokalsamhället fick ökat inflytande över domsmakten. Denna utveckling avbröts år 1680 då Karl XI införde krav på att en häradshövding måste bosätta sig inom sin domsaga.

## 1700- och 1800-talen
Under 1700- och 1800-talet försköts mycket av den kommunala makt utanför rättsskipningsområdet som häradet och häradsrätten tidigare haft till socknen och sockenstämman. Den stora prestige som nämndemannaämbetet tidigare innehaft minskade till den grad att man 1823 fann det för gott att införa en regel som tvingade nämndemän att sitta kvar åtminstone två år på sin post innan det blev möjligt avgå. Tidigare hade livstidstjänstgöringar varit vanliga, och ämbetet hade inte sällan gått från far till son vid den förres frånfälle.
Mot slutet av 1800-talet började antalet häradsrätter att minska, särskilt i södra delen av Sverige där många härader var små till såväl yta som folkmängd, och slogs ihop till större tingslag. Under denna och den närmast följande tiden byggdes ett flertal av de tingshusbyggnader som ännu finns kvar.

## 1900-talet
Sammanslagningarna fortsatte under 1900-talets första hälft. Under denna period började också allt fler städer läggas under landsrätt, vilket gällde de flesta städer av blygsam storlek och samtliga nytillkomna oavsett storlek. Det innebar att staden ingick i den omgivande domsagan och lydde under dess häradsrätt. Större städer fortsatte dock vanligen att ha egen jurisdiktion, det vill säga rådhusrätter.
1970 fanns det i Sverige 108 häradsrätter, att jämföra med 223 stycken år 1909 och 303 stycken år 1882. Året därpå byttes häradsrätter och rådhusrätter ut mot tingsrätter.